# André Øvredal
André Øvredal (født 1973) er en norsk filminstruktør. 
Han har taget sin filmuddannelse (Bachelor of Arts) ved Brooks Institute of Photography i Californien fra 1996, hvor han instruerede thrilleren Future Murder. Han har siden 1998 instrueret over 100 reklamefilm før han instruerede spillefilmen Troldjægeren i 2010, med et budget på næsten 20 millioner kroner. Øvredal var både instruktør og co-manuskriptforfatter på denne film.

## Filmografi
- Troldjægeren, instruktion (2010)
- Bushmann, co-instruktion (2004)
- Ikingut, instruktion af de norske stemmer (2001)
- Future Murder, instruktion (1996)

## Udmærkelser
- Top 10 «Directors to Watch»[4], branchebladet Variety (2010)